# Bouglon
Bouglon is een gemeente in het Franse departement Lot-et-Garonne (regio Nouvelle-Aquitaine) en telt 571 inwoners (2004). De plaats maakt deel uit van het arrondissement Marmande.

## Geografie
De oppervlakte van Bouglon bedraagt 14,0 km², de bevolkingsdichtheid is 40,8 inwoners per km².
De onderstaande kaart toont de ligging van Bouglon met de belangrijkste infrastructuur en aangrenzende gemeenten.

## Demografie
Onderstaande figuur toont het verloop van het inwonertal (bron: INSEE-tellingen).